# F1 2015 (jogo eletrônico)
F1 2015 é um jogo eletrônico de corrida baseado na Temporada de Fórmula 1 de 2015, desenvolvido e publicado pela Codemasters. Este é o sétimo jogo baseado na Fórmula 1 produzido pelo estúdio. Foi lançado em Junho de 2015, e conta com os pilotos e carros da temporada de 2015, incluindo o Autódromo Hermanos Rodríguez. É o primeiro titulo da Codemasters deselvolvido para a Consoles de videogame de oitava geração.
O jogo foi desenvolvido na nova versão do EGO (motor de jogo). Contando com um novo tipo de modalidade chamada "Pro Season" que é mais desafiante do que a modalidade normal. O jogo é compatível com o Reconhecimento de fala do Playstation 4 e Xbox One, permitindo os jogadores de pedir informações sobre: temperatura, pneus e aerodinâmica para seu engenheiro de pista.Os grandes defeito do game são a ausência do modo carreira e impossibilidade de se trocar o motor e o câmbio do carro o que tira o realismo do jogo.